# Antony Padiyara
Antony Padiyara (Malayalam: മാർ ആന്റണി പടിയറ, Mār Ānṟaṇi Paṭiyaṟa) (Manimala, 11 februari 1921 - Kakkanad, 23 maart 2000) was een Indiaas geestelijke van de Syro-Malabar-katholieke Kerk en kardinaal van de Rooms-Katholieke Kerk.
Padiyara werd op 19 december 1945 tot priester gewijd. Op 3 juli 1955 werd hij benoemd tot bisschop van Ootacamund (Tamil Nadu, India); hij was de eerste bisschop van dit nieuw ingestelde bisdom. Zijn bisschopswijding vond plaats op 16 oktober 1955.
Padiyara werd op 14 juni 1970 benoemd tot aartsbisschop van Changanacherry (Syro-Malabar-katholieke Kerk). Op 23 april 1985 werd hij benoemd tot aartsbisschop van Ernakulam (Syro-Malabar-katholieke Kerk). Hij werd na verheffing van het aartsbisdom in 1992 de eerste grootaartsbisschop van het grootaartsbisdom Ernakulam-Angamaly.
Paus Johannes Paulus II creëerde Padiyara tijdens het consistorie van 28 juni 1988 kardinaal met de rang van kardinaal-priester; zijn titelkerk werd de Santa Maria Regina Pacis a Monte Verde.
Padiyara ging op 11 november 1996 met emeritaat. Zijn opvolger als hoofd van de Syro-Malabar-katholieke Kerk was Varkey Vithayathil, die eerst in 1999 als zodanig werd benoemd.
- International Standard Name Identifier: 0000 0000 5361 7814
- Library of Congress Control Number: no2001059633
- Virtual International Authority File: 7043692
- WorldCat: E39PBJth6FHbG7MhwpPbH9fDv3